# 酒井忠大
酒井 忠大（さかい ただもと）は、安房国勝山藩の第4代藩主。

## 略歴
享保11年（1726年）、第3代藩主・酒井忠篤の長男として江戸で生まれる。元文2年（1737年）の父の死去により家督を継ぐ。寛保3年（1743年）12月、従五位下、大和守に叙任する。
延享3年（1746年）、家臣が若年寄の堀田正陳に対して無礼を働いたとして、幕府より出仕を止められた。同年6月に許され、寛延元年（1748年）11月、大番頭に任命されるが、宝暦2年（1752年）10月に辞任した。宝暦4年（1754年）10月、屋敷の失火を理由に再び幕府より出仕を止められたが、11月に許された。
宝暦6年（1756年）3月24日に死去した。享年31。跡を次男の忠鄰が継いだ。

## 系譜
父母
- 酒井忠篤（父）

正室
- 石川総慶の娘（正室）
- 藤堂高朗の養女 ー 藤堂高武の娘（継室）

子女
- 酒井忠弄（長男）
- 酒井忠鄰（次男）
- 酒井忠義